# Малюков, Вадим Аркадьевич
Малюков Вадим Аркадьевич (род. 23 апреля 1958 года. г, Искитим Новосибирской области) — российский военный деятель. Начальник Связи Вооруженных Сил Российской Федерации — заместитель начальника Генерального штаба Вооруженных Сил Российской Федерации
с 2010 по 2013 гг. Генерал-лейтенант

## Биография
Родился 23 апреля 1958 г. в г. Искитиме Новосибирской области.

## Образование
В 1979 г. окончил Томское высшее военное командное училище связи, в 2000 г. — Военную академию связи.

## Военная служба
Военную службу проходил на должностях: командир взвода телефонной засекреченной связи; командир ремонтной роты; начальник телефонного центра полевого узла связи бригады связи; помощник начальника связи по ЗАС ракетной бригады; начальник телеграфного отделения ЗАС телеграфного центра узла связи; начальник пункта управления связью узла связи ГК ГСВГ; заместитель начальника узла связи ГК ГСВГ по связи и АСУ; начальник узла связи отдельной армии ПВО; начальник войск связи — начальник отдела связи отдельной армии ПВО; начальник войск связи — начальник отдела связи, РТО и АСУ армии ВВС и ПВО; начальник узла связи Генерального штаба Вооружённых Сил Российской Федерации; начальник войск связи — заместитель начальника Главного штаба ВВС по связи.
С июля 2010 года по 2013 год – начальник Главного управления Связи Вооружённых Сил Российской Федерации.

## Награды
«Орден «За военные заслуги» (Россия)», Орден Почёта (Россия); награждён пятью медалями, в том числе медалью «За боевые заслуги».